# Terezínský rodinný tábor

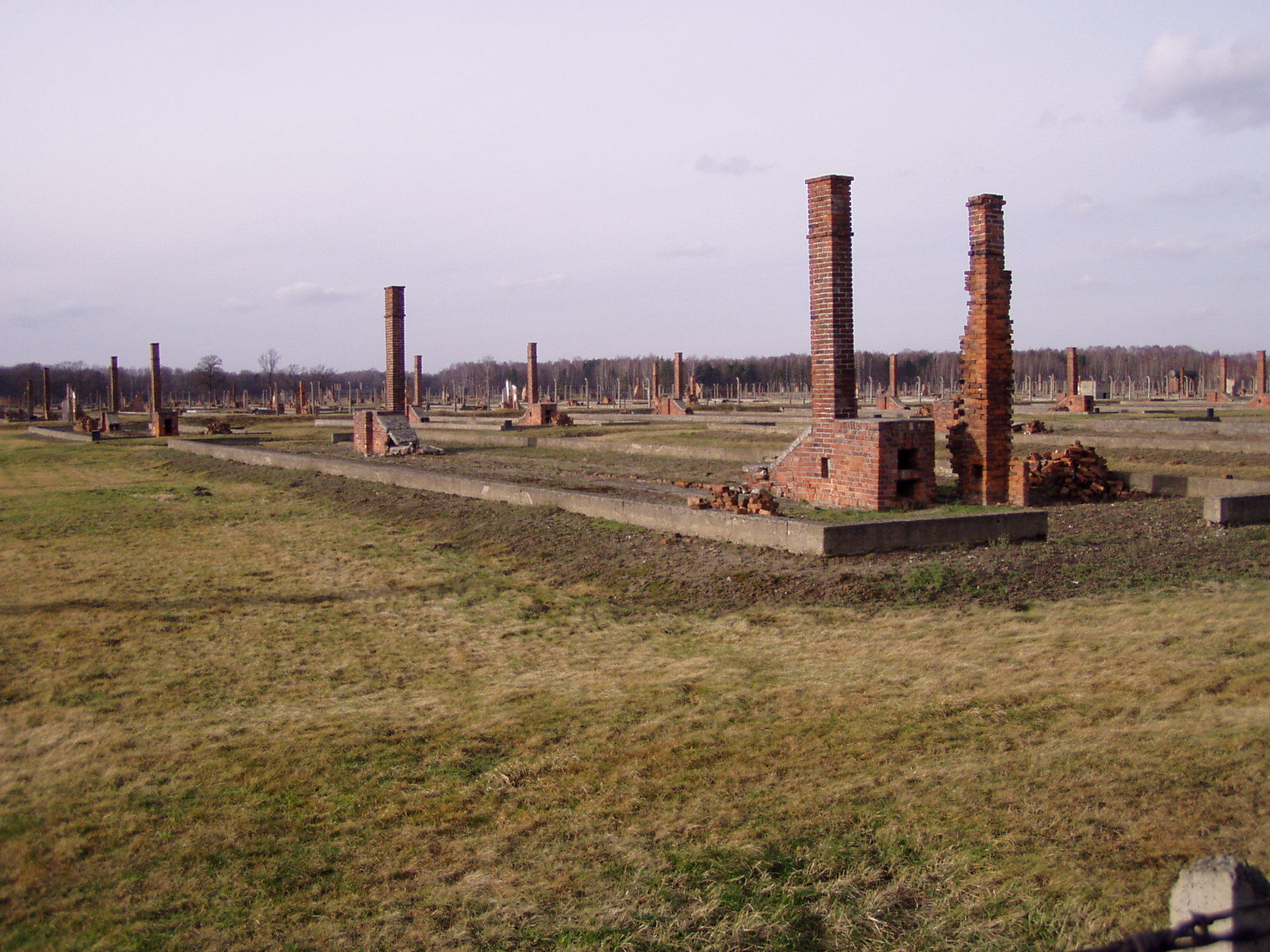
Pozůstatky baráku v úseku BIIb – v terezínském rodinném táboře

Terezínský rodinný tábor (BIIb) byla jedna ze sekcí koncentračního a vyhlazovacího tábora Auschwitz II – Birkenau, do níž bylo od září 1943 do května 1944 deportováno celkem 17 500 vězňů z terezínského ghetta.
Zpočátku byl tábor téměř výhradně český (z prvních dvou transportů v roce 1943 v září (celkem 5007 osob), bylo pouze 127 Němců, 92 Rakušanů a 11 Nizozemců), transporty v prosinci 1943 – 4968 osob; později se situace změnila (transport v květnu 1944 – 7503 osob, z toho pouze 2543 Čechů). Dříve se proto používal název Český rodinný tábor, dnes spíše Terezínský rodinný tábor. Název rodinný tábor nebyl oficiální, ale byl používán vězni a esesmany.

## Založení tábora BIIb
Sekce koncentračního tábora Auschwitz-Birkenau označovaná jako BIIb (Bauabschnitt II b – stavební úsek, sekce II b) začala být v rámci celého úseku BII budována od počátku roku 1943. Jednotlivé části této sekce byly postupně dokončovány (BIIe – únor 1943, BIId a BIIf – červenec 1943, BIIc – červen 1944). Sekce BIIb byla předána k užívání v souvislosti s příjezdem zářijových transportů z Terezína na počátku září 1943. Tato sekce měla identickou podobu jako BIIc, BIId a BIIe. V každém z těchto úseků bylo na ploše 600 × 130 m postaveno 32 dřevěných baráků o rozměrech 40,76 × 9,56 × 2,56 m (kubatura 1032 m³). Dále zde bylo 6 baráků, v nichž byly umývárny a latríny. U brány do sekce stály ještě 2 kuchyňské budovy.

## Zářijové transporty

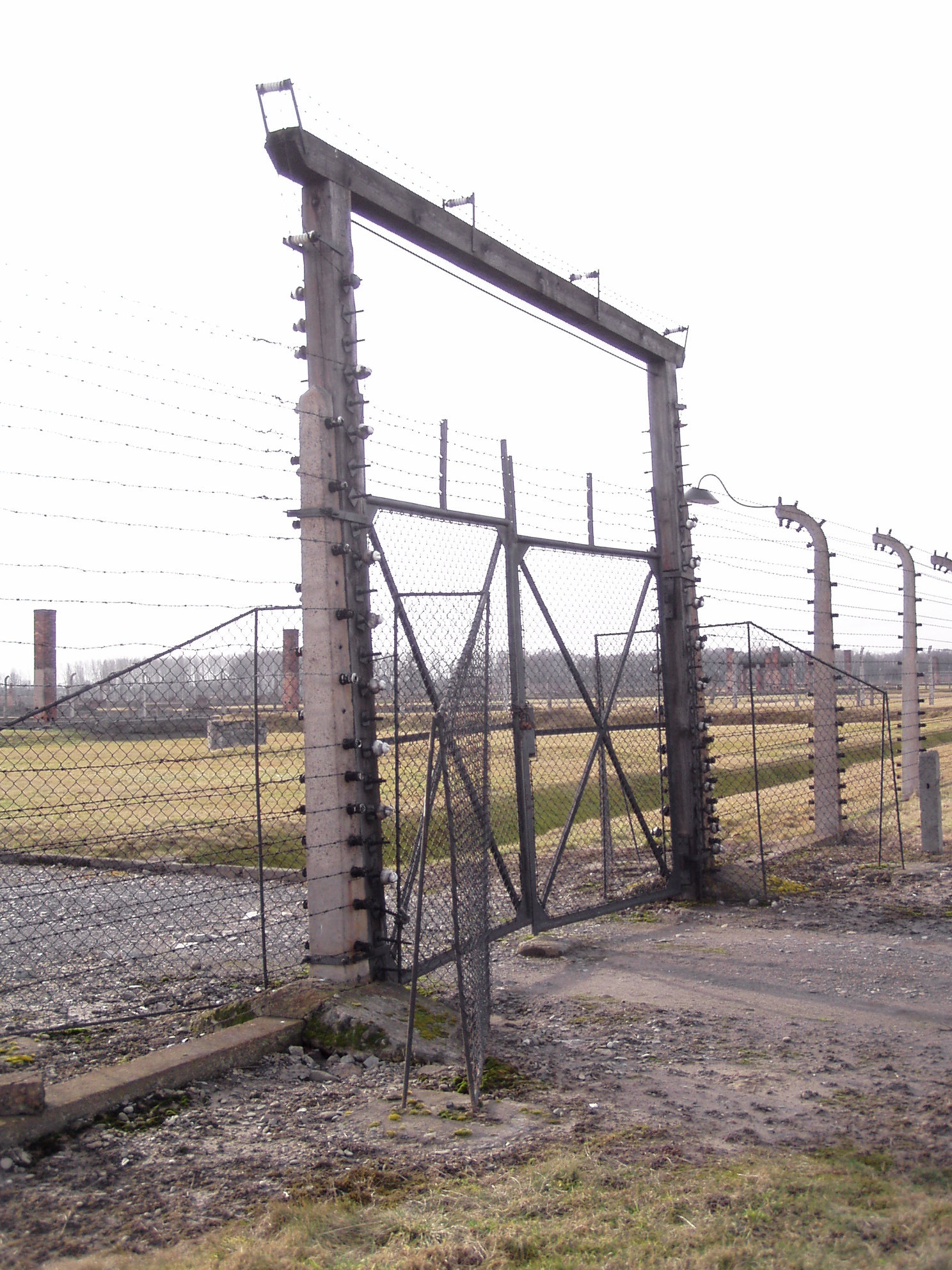
Vstupní brána do rodinného tábora

První dva transporty do terezínského rodinného tábora vyrazily 6. září 1943. Jedním z důvodů jejich vyslání do Osvětimi byla snaha nacistů zbavit se mladých českých Židů, kteří mohli být jádrem budoucího povstání (Češi byli jediní mladí obyvatelé ghetta, navíc byli ve své zemi a nenáviděli Němce). Nacisté se po zkušenostech z jiných míst (Varšava 19. dubna, Częstochowa 25. června, Treblinka 12. srpna, Białystok 16. srpna) obávali povstání v ghettu.
Tyto dva transporty (Dl, Dm) s celkově 5007 osobami (2479 a 2528) dorazily do Auschwitz-Birkenau 8. září 1943. Na rozdíl od dřívějších transportů z Terezína do Osvětimi v nich bylo jen 933 lidí nad 60 let (18 %) a 256 osob do 15 let (v těchto případech šlo většinou o rodiny ostatních mladých osob z transportu).
Při příjezdu se jim dostalo na osvětimské poměry nebývalých „privilegií“: při příjezdu neprocházeli obvyklou selekcí a nedošlo také k rozdělení rodin do různých sekcí tábora – proto „rodinný“ tábor. Chlapci a muži byli umístěni v blocích se sudými čísly, ženy a děti v blocích s lichými čísly. K „privilegiím“ patřilo i to, že terezínští vězňové nebyli podrobeni ponižujícímu rituálu vyholení hlavy a že děti směly přes den pobývat na dětském bloku.
Tento zvláštní postup souvisel s nacistickými snahami zakrýt genocidu Židů a především s návštěvou delegace Mezinárodního výboru Červeného kříže v Terezíně. Přesný účel rodinného tábora je však dodnes předmětem diskusí historiků.
I přes to, že životní podmínky v terezínském rodinném táboře byly lepší než v ostatních sekcích Birkenau a zářijový transport se skládal převážně z mladých a silných lidí, byla v něm poměrně vysoká úmrtnost – za půl roku 1140 osob (tj. 23 %).

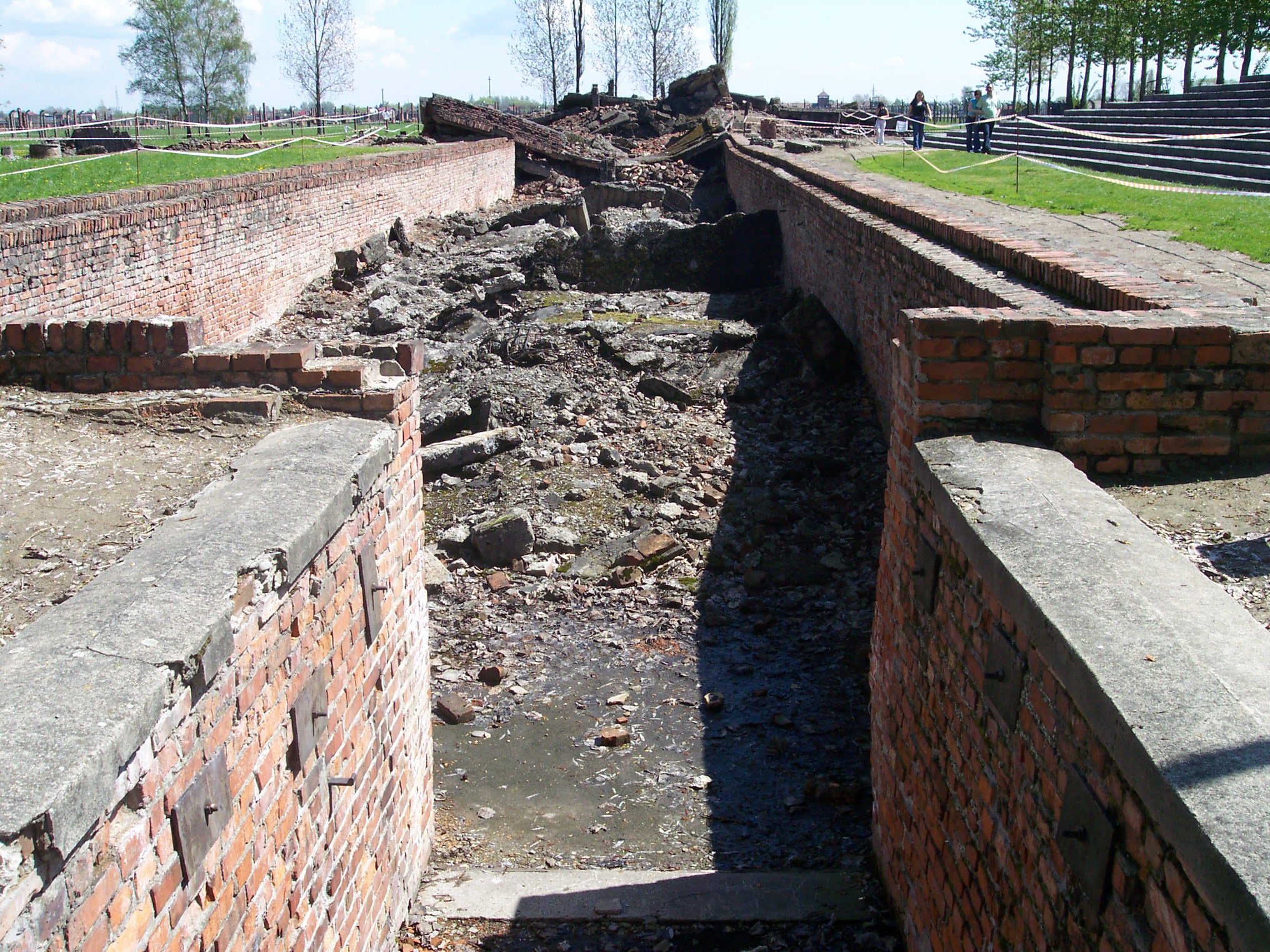
Ruiny vstupu do krematoria III. Zde 8. března zemřeli muži z terezínského rodinného tábora.

Na počátku března 1944 bylo lidem z těchto transportů oznámeno, že pojedou do pracovního tábora v Heydebrecku (dnes Kędzierzyn). Dostali také příkaz napsat svým blízkým korespondenční lístky a na ně napsat datum 25. března (kvůli zdržení při cenzuře v Berlíně) – tato praxe byla běžná již dříve, proto nevzbuzovala podezření (existuje několik lístků psaných dříve, které také byly datovány na pozdější datum). 7. března byl vydán rozkaz, aby nikdo nevycházel do práce a všichni se vrátili do bloků. Asi v 11 hodin bylo nařízeno, aby se osoby ze zářijových transportů přemístily na prázdné bloky. Nemocní byli přemístěni na blok 8. Odtud byli večer převedeni (všichni kromě nemocných) do tábora BIIa a tam umístěni v blocích 2–12.
8. března kolem poledne obešel bloky Rapportführer Buntrock se zapisovatelem a vyvolal některé vězně, kteří se shromáždili před bránou a byli odvedeni zpět do tábora BIIb (byl to zejména zdravotnický personál, lékaři a dvojčata). Celkem šlo o asi 70 vězňů. Večer kolem 8 hodiny byla nařízena Lagersperre (zákaz vycházení z bloků v celém táboře). Směrem od nádraží přijela kolona nákladních vozidel a tábor byl obklíčen silně ozbrojenými jednotkami SS. Blok po bloku byl nakládán na auta a odvážen do plynových komor. Nejprve byli odváženi muži do krematoria III, poté ženy do krematoria II. Ženy při vstupu do plynových komor zpívaly Internacionálu, Hatikvu a Kde domov můj. Podle hlášení odbojové organizace, které bylo nelegální cestou vyslané 26. března do Krakova, bylo kápy a esesmany utlučeno a zabito asi 60 osob, které se stavěly na odpor.
Celkem bylo v plynových komorách této noci zabito 3792 osob.

## Prosincové transporty
Další dva transporty z terezínského tábora dorazily 16. prosince a 20. prosince 1943. V prvním transportu přijelo 2491 osob (13 zemřelo cestou), v druhém 2477 osob (30 zemřelo cestou).
Události z 8. března donutily odbojové organizace přemýšlet o ozbrojeném povstání. Začaly přípravy na povstání v táboře (podpálení baráků, útok na SS za pomocí primitivních zbraní, pokus o útěk směrem k Visle atd.). Členové táborového odbojového hnutí sbírali potřebné věci, které byly ukládány na oddělení nakažlivých nemocí (podle dr. Alfréda Mílka to byly např. krumpáče, motyky, sekyry, nafta, benzin atd.). Povstání bylo připravováno na 20. června 1944, kdy měl vypršet 6měsíční limit prosincovým transportům. Táborové odbojové hnutí poslalo z Auschwitz I do Brzezinky Sioma Lechtmanna, který měl pomáhat konsolidovat tamější odboj. Přinesl s sebou věrohodné informace o tom, že k likvidaci tábora BIIb 20. června nedojde. 20. června pak skutečně k likvidaci lidí z prosincových transportů nedošlo.

## Květnové transporty
Další tři transporty dorazily do Auschwitz 15. května (2503 osob), 16. května (2500 osob) a 18. května (2500 osob) – důvodem pro jejich vyslání z Terezína byla akce vylepšování ghetta před návštěvou z Červeného kříže. Proto byl v těchto transportech vysoký počet lidí starých, nemocných, invalidů atd. To se podepsalo i na jejich úmrtnosti – zatímco z prosincových transportů válku přežilo 728 osob (tedy 14,5 %), z květnových se zachránilo pouze 401 osob (5,3 %).
Národnostní složení květnových transportů bylo následující – Němci (3125 osob), poté následovali Češi (2453), Rakušané (1276) a Nizozemci (559).

## Transporty do terezínského rodinného tábora
| transport       | odjezd z Terezína | počet vězňů | zemřelo | přežilo |
| --------------- | ----------------- | ----------- | ------- | ------- |
| Dl, Dm          | 6. 9. 1943        | 5007        | 4969    | 38      |
| Dr              | 15. 12. 1943      | 2504        | 2225    | 279     |
| Ds              | 18. 12. 1943      | 2503        | 2054    | 449     |
| Dz              | 15. 5. 1944       | 2503        | 2383    | 120     |
| Ea              | 16. 5. 1944       | 2500        | 2492    | 8       |
| Eb              | 18. 5. 1944       | 2500        | 2227    | 273     |
| celkem          | celkem            | 17517       | 16350   | 1167    |
| Zdroj: M. Kárný |                   |             |         |         |

## Likvidace rodinného tábora

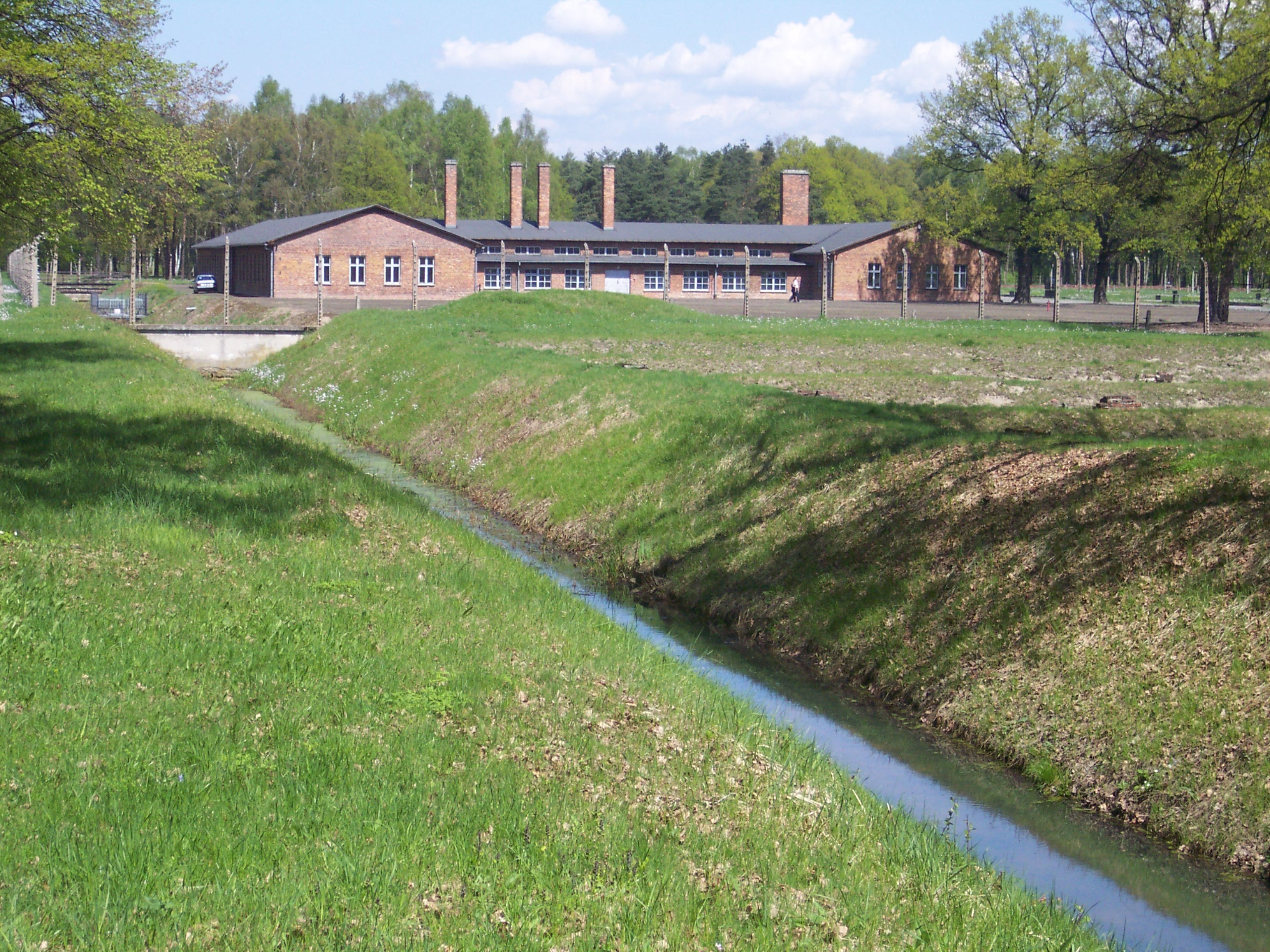
Budova tzv. Sauny – táborová lázeň, místo dezinfekce a odvšivování vězňů

2. července 1944 padlo rozhodnutí o konečné likvidaci tábora. Byla nařízena selekce práceschopných, kteří mohli odjet do jiných táborů. Došlo tím však k rozdělení rodin, protože odjet mohli pouze mladí a silní. To však znamenalo, že by musely matky opustit své děti. Nakonec to udělalo pouze malé procento z nich (často v případě, že jedno dítě muselo zůstat a druhé mohlo odjet). Počet těch, které dobrovolně šly se svými dětmi na smrt, se odhaduje na 600.
7. července měl odjet první transport mužů z Auschwitz. Předchozí noci (ze 6. na 7. 7.) se u Willyho Brachmanna sešlo asi 15 osob činných v odboji, aby se rozhodli, zda povstat nebo uvěřit tomu, že odjedou za prací a ne do plynových komor. Asi polovina byla pro povstání, polovina proti. Z informací, které měli k dispozici, vyplývalo, že půjde opravdu o transport (vagóny byly již připraveny, o transportu je ujišťoval i Willy Brachmann). Ráno 7. července bylo tisíc mužů odvedeno do Sauny a z ní potom kolem krematorií na rampu, odkud nakonec opravdu odjeli z Auschwitz do Schwarzheide (jeden z pobočných táborů Sachsenhausenu). Zbytek vybraných mužů byl nejpozději do 10. 7. převezen do tábora v Blechhammer.
9. července bylo 2000 žen, které prošly selekcí, převedeno do ženského tábora BIb, kde byly umístěny v bloku 25. Byly rozděleny do skupin a následně odvezeny do různých koncentračních táborů:
- Hamburg (největší skupina) – práce při odstraňování sutin,
- Christianstadt – asi 250 osob (pobočný tábor Gross-Rosenu) – stavba cest a žel. tratí

(obě tyto skupiny byly později evakuovány do Bergen-Belsenu),
- Stutthof – asi 500 osob – odtud byly potom rozesílány do různých táborů.

V terezínském rodinném táboře zůstalo asi 2500 mužů a chlapců a 4200 žen a dívek. V noci z 10. na 11. července bylo vyhlášeno uzavření tábora (Lagersperre), během něhož bylo odvezeno do plynových komor asi 3000 žen a dětí. V noci z 11. na 12. července zahynulo v plynových komorách zbývajících 3500 vězňů.
Likvidace rodinného tábora v noci ze 7. na 8. března a 10.–12. července 1944 představuje největší hromadné vraždy československých občanů v době druhé světové války.